# Music for the Jilted Generation
Music for the Jilted Generation – drugi album studyjny brytyjskiego zespołu The Prodigy, wydany 4 lipca 1994 roku nakładem wytwórni XL Recordings.
W Polsce album osiągnął status złotej płyty.
W 2007 roku ukazała się dwupłytowa reedycja zawierająca strony B singli oraz remiksy utworów z ery Music for the Jilted Generation zatytułowana More Music for the Jilted Generation.

## Lista utworów
1. „Intro” – 0:45
2. „Break & Enter” – 8:24
3. „Their Law” (feat. Pop Will Eat Itself) – 6:40
4. „Full Throttle” – 5:02
5. „Voodoo People” – 6:27
6. „Speedway” (Theme from Fastlane) – 8:56
7. „The Heat (The Energy)” – 4:27
8. „Poison” – 6:42
9. „No Good (Start the Dance)” – 6:17
10. „One Love” (Edit) – 3:53

The Narcotic Suite
1. „3 Kilos” – 7:25
2. „Skylined” – 5:56
3. „Claustrophobic Sting” – 7:13

More Music for the Jilted Generation
1. „Voodoo People” (Radio 1 Maida Vale Session) – 4:18
2. „Poison” (Radio 1 maida Vale Session) – 4:42
3. „Break & Enter” (2005 Live Edit) – 4:56
4. „Their Law” (na żywo na Pukkelpop) – 5:27
5. „No Good (Start the Dance)” (Bad for You Mix) – 6:49
6. „Scienide” – 5:49
7. „GOA” (The Heat the Energy Part 2) – 6:03
8. „Rat Poison” – 5:31
9. „Voodoo People” (Dust Brothers Remix) – 5:55

## Twórcy
- Liam Howlett – odtwórca, producent
- Neil McLellan – współproducent
- Maxim Reality – wokal w „Poison”
- Pop Will Eat Itself – odtwórca w „Their Law”
- Phil Bent – flet (na koncertach)
- Lance Riddler – gitara w „Voodoo People” (na koncertach)